# Зерновское сельское поселение (Сакский район)
Зерновское се́льское поселе́ние (укр. Зернівське сільське поселення, крымскотат. Зерновое кой юрту) — муниципальное образование в составе Сакского района Республики Крым России.

## География
Поселение расположено на востоке района, в степном Крыму. Граничит на востоке и юге с Симферопольским районом, на востоке с Красногвардейским районом, на севере с Сизовским и на западе с Крайненским сельскими поселениями.
Площадь поселения 91,57 км².
Основные транспортные магистрали: автодорога 35Н-488 и 35Н-485 (по украинской классификации — автодорога С-0-11241 и С-0-11238).

## Население
| 2001  | 2014  | 2015  | 2016  | 2017  | 2018  | 2019  |
| ----- | ----- | ----- | ----- | ----- | ----- | ----- |
| 1635  | ↘1237 | ↗1240 | ↘1226 | ↘1220 | ↘1212 | ↘1199 |
| 2020  | 2021  |       |       |       |       |       |
| ↗1207 | ↗1256 |       |       |       |       |       |

## Состав сельского поселения
В состав поселения входят 2 населённых пункта:
| № | Населённый пункт | Тип населённого пункта | Население на 2014 год |
| - | ---------------- | ---------------------- | --------------------- |
| 1 | Зерновое         | село, центр            | ↘944                  |
| 2 | Низинное         | село                   | ↘293                  |

## История
8 февраля 1988 года был образован Зерновский сельский совет в составе сёл Зерновое и Низинное Крымской области УССР в СССР. С 12 февраля 1991 года сельсовет находился в восстановленной Крымской АССР, 26 февраля 1992 года в переименованной в Автономную Республику Крым в составе Украины. После аннексии Крыма Россией 21 марта 2014 года законом «Об установлении границ муниципальных образований и статусе муниципальных образований в Республике Крым» от 4 июня 2014 года территория административной единицы была объявлена муниципальным образованием со статусом сельского поселения.